# Lee Preston
Lee E. Preston (ur. 28 lipca 1930, zm. 22 listopada 2011) – amerykański ekonomista, profesor University of Maryland, University of California w Berkeley, State University of New York w Buffalo oraz twórca i dyrektor Center for Business and Public Policy, jak również Center for International Business Education and Research. Otrzymał tytuł doktora honoris causa Uniwersytetu Łódzkiego.